# Halsduken
Halsduken är en svensk TV-serie från 1962.

## Om serien
Serien är en deckare och spelades först in i en brittisk version 1959 som The Scarf med manus av Francis Durbridge, och denna svenska version bygger på det manuset. Den utspelar sig i England, men med svensk dialog. För regin stod Hans Lagerkvist, och översättningen av manuset skrevs av Ulla Berthel och Börje Lindell.
Den sändes ursprungligen i Sveriges Television i 6 avsnitt på runt 45 minuter i november och december 1962, men för reprisvisningar har den redigerats om till åtta avsnitt. Åttaavsnittsversionen sändes på Kanal 1 1993 och lades ut på Öppet arkiv år 2013.
Detta var den första spänningsserie som producerades för svensk TV.

## Rollista
- Lars Ekborg – kommissarie Yates
- Tomas Bolme – Gerald Quincey
- Frank Sundström – Clifton Morris
- Tor Isedal – Eric, butler
- Gertrud Fridh – Marianne Hastings
- Ulla Sjöblom – Kim Stevens
- Åke Grönberg – Alistair Goodman
- Claes Thelander – Edward Collins
- Bengt Blomgren – överkonstapel Jeffreys
- Ragnar Falck – Nigel Matthews
- Bengt Eklund – John Hopedean
- Willy Peters – kommissarie Rowland
- Lauritz Falk – polisintendent Nash
- Monica Nielsen – Phyllis North
- Doris Svedlund – Jill Yates
- Marianne Aminoff – Diana Winston
- Manne Grünberger – Kent
- Sven Holmberg
- Nils Whiten